# Martina Wied
Martina Wied (eigentlich Alexandrine Martina Weisl; * 10. Dezember 1882 in Wien, Österreich-Ungarn als Martina Schnabl; † 25. Jänner 1957 ebenda) war eine österreichische Schriftstellerin.

## Leben
Alexandrine Martina Schnabl war die Tochter des Juristen Josef Schnabl und dessen ebenfalls schriftstellerisch aktiven Frau Jenny Schnabl. Bereits als Schülerin erschienen ihre Gedichte in Zeitschriften wie „Simplicissimus“ oder „Jugend“ unter dem von ihr bevorzugten Pseudonym Wied. Sie studierte in Wien deutsche Philologie, Geschichte, Philosophie und Kunstgeschichte und unternahm Studienreisen nach Polen, Frankreich, England und Italien. 1910 heiratete sie den Chemiker Sigmund Weisl, mit dem sie den Sohn Hanno hatte. Ab 1912 war Martina Weisl Mitarbeiterin des „Brenner“, 1919 erschien ihr erster Gedichtband „Bewegung“, für den sie 1924 den erstmals verliehenen Förderungspreis der Stadt Wien erhielt, gemeinsam mit Robert Musil, Richard Billinger und Otto Stoessl. Sie war auch mit Paul Ernst bekannt. Ihr Mann starb 1930, weshalb sie danach auf ihren Schriftstellerberuf angewiesen war. 1936 erschien „Rauch über St. Florian“ als erster Roman in Buchform. Von 1939 bis 1947 lebte sie im Exil in Großbritannien, wo sie als Mittelschullehrerin tätig war und vier Romane schrieb, die erst später veröffentlicht wurden. 1947 kehrte sie nach Wien zurück. Als erste Frau erhielt sie 1952 den Großen Österreichischen Staatspreis für Literatur.
Sie war zuerst Lyrikerin, dann trat sie als Essayistin, Literaturkritikerin und schließlich Erzählerin und Dramenautorin an die Öffentlichkeit. In ihren Werken kritisierte sie u. a. die Krise der bürgerlichen Gesellschaft. Als ihr Hauptwerk gilt der umfangreiche Entwicklungsroman „Die Geschichte des reichen Jünglings“ aus dem Jahr 1943 (veröffentlicht 1952), indem unter anderem in der Figur des Revolutionärs Iwanow ein literarisches Porträt von Georg Lukács gezeichnet wird, mit dem Wied in Wien befreundet war. Sie wurde in einem  ehrenhalber gewidmetes Grab auf dem Wiener Zentralfriedhof bestattet.

## Werke
- Bewegung. Gedichte. 1919
- Das unruhige Herz. Novelle 1927
- Rauch über Sanct Florian oder Die Welt der Mißverständnisse. Roman 1937
- Das Einhorn. Aus dem Tagebuch eines schottischen Malers in Italien. Historische Erzählung 1948
- Kellingrath. Roman. 1950
- Das Krähennest. Begebnisse auf verschiedenen Ebenen. Zeit – Roman. 1951 (Neuausgabe Edition Atelier, Wien, 2021, herausgegeben von Evelyne Polt-Heinzl)
- Brücken ins Sichtbare. Ausgewählte Gedichte 1912–1952. 1952
- Die Geschichte des reichen Jünglings. Roman. 1952 (Neuausgabe Sisyphus, Klagenfurt, 2006)
- Der Ehering. Erzählung. 1954
- Das unvollendete Abenteuer. Novelle. 1955